# 長物車

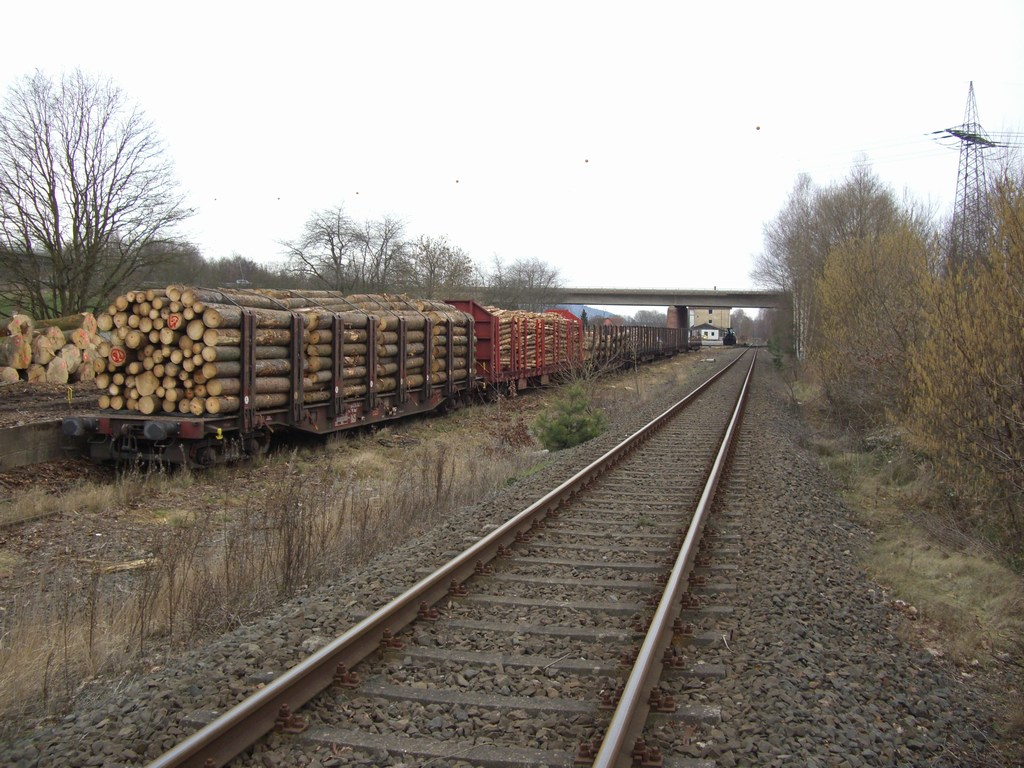
木材を積載した長物車（ドイツ）

長物車（ながものしゃ、英語：Flatcar）とは、貨車の一種である。一般的には長尺物を輸送するための車両であるが、その形状から長尺物輸送以外の車両も含まれる。
形態としては、台枠の上に鋼板や木板製の床板を張った、フラットな車体を持つ。黎明期の長物車は、複数の車両に積み荷を渡し掛けするための回転枕木を中央部に備えた構造であったが、車体長を伸ばしたボギー車が登場すると、側面に荷崩れを防止するための柵柱を備えた構造となった。
また、特定の積荷に特化した物資別適合貨車も存在する。現在、JRに所属する車両はほとんどがレール輸送に使用されている。

## 種類

### 長尺物を輸送するもの
| ロングレール輸送用に製作されたチキ5500形 |  | 既存の長物車にレール用緊締装置を付けたチキ7000形 |
| ロングレール輸送用に製作されたチキ5500形 |  | 既存の長物車にレール用緊締装置を付けたチキ7000形 |

台枠と荷摺木、荷崩れ防止用の柵しかない汎用タイプと特定の積荷を輸送するために製作された専用貨車がある。前者は主に長い木材や電柱、土管、エスカレーターといった長尺物を輸送するための車両である。長尺物だけでなく、戦車などの車両類も輸送することがある。後者はレール、鋼板、鋼片（ビレット）などを輸送する貨車で専用の受台がある。レールを輸送するための車両については、汎用タイプの車両にレール用緊締装置をつけた車両もある。

### 遊車や控車として使われるもの
| 長尺物輸送時の遊車として使われるチ1000形 |  | 操重車の控車として使われるチキ6000形 |
| 長尺物輸送時の遊車として使われるチ1000形 |  | 操重車の控車として使われるチキ6000形 |

2軸車は遊車や控車として使われることもある。かつてはボギー車も操重車の控車として使われることもあった。操重車の控車として使われる車両は吊り上げ金具を積載している。

### コンテナを輸送するもの
日本のコンテナ車も元々は長物車に分類されていたが、1966年（昭和41年）にコンテナ車を制定した際にはコンテナ車に分類されている。一方、私有貨車である生石灰積コンテナ専用のチキ80000形とMDI積コンテナ専用のJR貨物チキ1000形は形態上はコンテナ車であるが、私有貨車の運賃制度においてコンテナ車の扱いになると割高になり、国鉄・JR貨物がコンテナ車の私有を認められなかったため、車籍編入の条件として特定コンテナを専用とする長物車に分類されている。他にもチキ5000形（2代）は海上コンテナと長尺物を輸送する兼用車として製作されたため、長物車に分類されたほか、スライドバンボディシステムによるコンテナ積載方式を採用したチキ100・900形は実質的にはコンテナ車であるが、積荷がトラックのバンボディであり、コンテナ車でも車運車でもない独特の貨車であるため、長物車に分類されている。

### その他
チサ9000形は長物車に分類されているが、ピギーバック輸送の試作車であるため、実態は車運車である。

## 日本の長物車

### 日本国有鉄道・JRの長物車

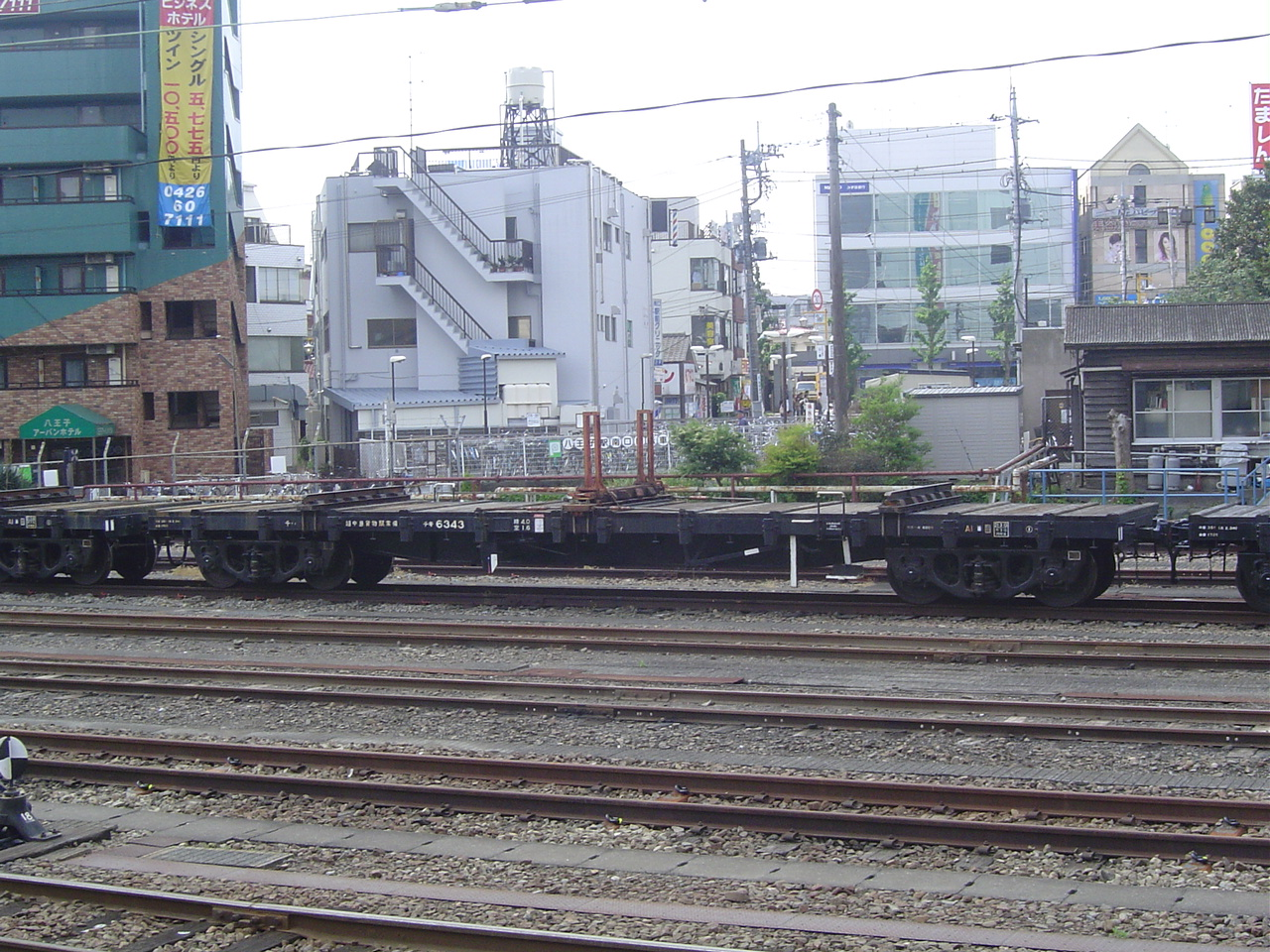
チキ6000形
（チキ6343・レール運搬用長物車）

日本国有鉄道およびJR各社における記号はチンバー（Timber：材木）の「チ」で、長物車の名称は1928年に実施された車両称号規程改正によるものである。

#### 歴史
明治時代の長物車は小型の2軸車で当時は材木車と呼ばれ、記号は「チ」であった。その他に無蓋車との兼用車もあり「トチ」と称した。また特殊用途の車両として、鉄桁運搬車があり、記号は「ケタ」と称した。
大正時代になるとボギー車と3軸車も製作された。戦前には高速運転可能なチキ1500形が軍需輸送のために大量に製作されたが、1943年（昭和18年）には戦時設計としたチキ3000形とチキ4000形が登場した。
戦後になるとチキ2600形が製作されたが、それ以降は一部を除き、部品流用も含めて他形式からの改造でまかなわれ、汎用タイプの長物車は1968年（昭和43年）に3軸ボギー車の試作車であるチキ900形が新製されたほかは長らく新製されなかった。
1959年（昭和34年）にはコンテナ輸送用のチキ5000形（初代）が登場し、その後はチキ5500形（初代）、2軸車のチラ1形（2代）が登場したが、1966年（昭和41年）のコンテナ車制定に伴う称号改正でコンテナ車に分類され、それぞれコキ5000形・コキ5500形・コラ1形に改番されている。
1960年代に入ると鋼板、鋼片など特定の積荷を輸送するために専用貨車が各種製作されたが、他形式からの改造がほとんどであった。
1970年代に入っても戦前・戦時製の長物車が未だに使用されている状況であり、北海道では3軸車であるチサ100形も未だに使用されており、他の貨車に比べて近代化が遅れ、老朽化・陳腐化が否めなかった。これら長物車を置き換えて近代化を図るため、1975年（昭和50年）に完全新製車のチキ7000形が150両製作されたが、国鉄の財政悪化により、単年度で製作が打ち切られ、本格的な置き換えには至らなかった。
1976年（昭和51年）には私有貨車初の長物車である生石灰積コンテナ輸送用のチキ80000形が登場した。形態上はコンテナ車であるが、国鉄の規則の制約により、長物車に分類された。
その後は再び他形式からの改造でまかなわれ、主に余剰となったコンテナ車から長物車へ改造が行われた。1974年（昭和49年）にはロングレール輸送用のチキ5500形（2代）がコキ5500形の改造で登場し、当初は東北・上越新幹線建設に伴うレール輸送用に使われた。1977年（昭和52年）には同じくコキ5500形から改造した汎用タイプのチキ6000形が登場した。1979年（昭和54年）にはコキフ50000形とコキ10000形との台車交換で余剰となった台車と車体を組み合わせて改造した定尺レール輸送用のチキ5200形が登場した。
国鉄末期には長物車を使った貨物列車は次第にトラック輸送に切り替えられ、中には経年の浅いチキ6000形やチキ7000形までもが余剰廃車となった。1987年（昭和62年）4月の国鉄分割民営化に際しては事業用（保線のためのレール輸送用）として使われる車両が、設備を保有する旅客会社各社に継承された他は、日本貨物鉄道（JR貨物）に継承された。
1988年（昭和63年）にはコンテナ積載方式の一種であるスライドバンボディシステムを採用した試作車であるチキ900形（JR貨物）がコキ50000形の改造によって登場し、1989年（平成元年）にはその量産車であるチキ100形 (JR貨物)が同じくコキ50000形の改造によって登場したが、運用コストや専用トラックの汎用性などの問題から1996年（平成8年）に通常のコンテナ輸送に切り替えられ運用を終了した。
1992年（平成4年）には、出荷製品としてのレール輸送用の私有貨車としてチキ5500形（JR貨物）が登場した。国鉄継承のチキ5500形（2代）に準じて製作されているが、台車・車体などはコキ100系に類似しており全くの別物である。

### 私鉄の長物車
JR旅客会社各社と同様、保線のためのレール輸送用として在籍している。
京王電鉄
- チキ2970形
- チキ290形
- サヤ912形

京成電鉄
- チ5形

京浜急行電鉄
- チ60形

大井川鐵道
- チキ300形

名古屋鉄道
- チキ10形